# 杨弘武
杨弘武（？—668年6月12日），华州华阴县（今陕西省华阴市）人，唐朝官员，唐高宗年间为宰相。

## 家世
杨弘武是隋朝宰相越国公杨素弟弟杨岳之子。杨弘武年少时谨慎守礼。隋炀帝年间，杨岳为万年县令。杨素于仁寿四年（604年）过世后，杨岳与杨素之子杨玄感不合，秘密上表炀帝称杨玄感必将作乱。大业九年（613年），杨玄感果然作乱，杨岳作为其叔被拘于长安。炀帝当时正在东都洛阳，派使者释放杨岳，但使者到长安时，杨岳已被长安留守所杀。杨岳诸子即杨弘武及其兄杨弘礼等因而被赦免。唐高祖于十三年（617年）反隋，于义宁二年（618年）建立唐朝，杨弘武成为左千牛备身。

## 唐高宗年间
唐高宗永徽（650年-655年）年间，杨弘武为吏部郎中。显庆元年（656年），高宗子李弘被立为太子，杨弘武被任为太子中舍人。麟德二年（665年），高宗准备封禅泰山时，杨弘武正任荆州司马，高宗擢他为司戎少常伯。乾封元年（666年）封禅礼成，杨弘武随驾回长安，尽管他已不在吏部任职，高宗让他帮吏部补选五品以上官员。从此他日益得高宗信任。武皇后的母亲荣国夫人杨氏和杨弘武同宗，因而称赞并推荐杨弘武，他因而被提拔至西台侍郎。一次，高宗问他：“你在戎司推荐的官员大多无才，这是怎么回事？”杨弘武答：“我妻子凶悍，我只能听从她的意思。”他意在讽刺高宗总听从武后的意思。高宗察觉了，一笑置之。
二年（667年）六月，杨弘武被授同东西台三品，为实质宰相。作为宰相，杨弘武无才，但谦虚谨慎，行事清简。总章元年四月辛巳（668年6月12日），杨弘武去世，赠汴州刺史，谥恭。

## 家庭

### 父母
- 杨岳，隋朝万年县县令、苍山县开国公
- 京兆韦氏，西魏尚书右仆射、大司空，隋朝太傅、雍州牧、相卫十二州总管、郧襄公韦孝宽孙女，隋朝毛恒二州刺史、滑国定公韦寿之女

### 兄弟姐妹
- 杨弘礼，唐朝金紫光禄大夫、太府卿、清河质公
- 杨弘义，唐朝鲁王府司马、隆州长史
- 杨弘文，唐朝祠部屯田郎中

### 夫人
- 韦氏[6][7]

### 子女
- 杨元亨，庫部郎中、睦州刺史
- 杨元裕，博州刺史
- 杨元禧，臺州刺史
- 杨元禕，宣州刺史
- 杨元咸，安州都督
- 杨氏，嫁唐朝中大夫、使持节、箕州诸军事、守箕州刺史、上护军韦知艺[8]